# Trixoscelis marginella
Trixoscelis marginella – gatunek muchówki z rodziny Trixoscelididae.
Gatunek ten opisany został w 1823 roku przez Carla Fredrika Falléna jako Geomyza marginella.
Muchówka o ciele długości od 2 do 2,5  mm. Głowa jej wyposażona jest w wewnętrzne szczecinki ciemieniowe i skrzyżowane szczecinki zaciemieniowe. Tułów jest ubarwiony szaro. Wzdłuż przedniej krawędzi i przynajmniej nasadowej połowy tylnej krawędzi skrzydła biegną szerokie, ciemnobrązowe, podłużne pasy, a tylna żyłka poprzeczna ma brązowo przydymione obrzeże. Czarny odwłok cechuje się słabym połyskiem.
Owad znany z Hiszpanii, Andory, Irlandii, Francji, Belgii, Niemiec, Danii, Szwecji, Norwegii, Finlandii, Szwajcarii, Austrii, Włoch, Polski, Litwy, Łotwy, Czech, Słowacji, Węgier, Ukrainy i Macedonii.